# Мэгилл, Энн
Энн Мэгилл (англ. Anne Magill, род. в Милайле, графство Даун, Северная Ирландия, Великобритания) — британская художница. В настоящее время[когда?] проживает и работает в Брайтоне, Англия.

## Биография
Энн Мэгилл родилась в Северной Ирландии. После учёбы в Ливерпульском политехническом университете будущая художница переезжает в Лондон, чтобы учиться в Колледже искусств им. Святого Мартина с 1981 по 1984. Впоследствии становится иллюстратором, работая для журналов и издательств, дизайнерских и рекламных агентств. Среди её заказчиков были и такие издательства, как The Sunday Times, The Observer и Today. Также Мэгилл работала судебным художником для Би-би-си и ITN. Среди её коммерческих клиентов были Marks & Spencer, Saatchi & Saatchi и The Body Shop. Также она являлась лауреатом премии Benson & Hedges Illustration. Её первая персональная выставка состоялась в 1992 году, и с тех пор её работы регулярно выставляются в лондонских галереях, а также в Европе, США и Ирландии.

## Издания
В 2010 году Мэгилл присоединилась к галерее Heartbreak, располагающейся в Мэрилебоне, Лондон. Её работы также опубликованы издательской компанией Heartbreak Publishing, совладельцем которой является художник Джек Веттриано.

## Выставки
В декабре 2010 года выставка Magill’s Journeys открылась в галерее Heartbreak в Лондоне.

В январе 2011 года Мэгилл сотрудничала с British Airways в создании коллекции для нового VIP Lounge в JFK. Подборка её работ была выставлена в зале Concorde в течение трех лет.

В октябре 2011 года Мэгилл создал серию небольших картин, вдохновленных фотографиями и рисунками из архивов Альфреда Данхилла.
Коллекция картин была продемонстрирована в лондонском доме Альфреда Данхилла.
Персональные выставки
2008 — «Anne Magill» — Art London с галереей Медичи

2007 — «Anne Magill» — Галерея Медичи, Лондон; ранее в 2005, 2003, 2001, 1998, 1997, 1996, 1994 годах.

1998 — «Anne Magill» — Галерея Филармонии, Ливерпуль

1997 — «A Special Place II» — Hybrid Gallery, Лондон

1997 — «Anne Magill» — Новые картины", Галерея Дж. Уолтера Томпсона, Лондон

1996 — «A Special Place» — Hybrid Gallery

1996 — «Mirror of the Soul» — The Chapel of Art Gallery, Криккиет, Уэльс

1996 — «Arts of Work» — Chelsea Art Club

1994 — «Anne Magill» — Talberg Taylor Gallery

1994 — «Winter’s morning» — Equus Gallery, Ньюмаркет, Канада

1992 — «Anne Magill» — Talberg Taylor Gallery

1992 — «Men» — Davies London

1992 — «Anne Magill» — AOI Gallery
Групповые выставки
2007 — Discerning Eye, Mall Galleries, Лондон; ранее в 2006 и 2005 гг.

2005 — «Picture this — the artist as illustrator» (одновременно с запуском книги) — Lethaby Gallery, Central St. Martins, Лондон

2005 — «The Nude» — Галерея Медичи, Лондон

2005 — Первая выставка живописи XX века, Gloucester Rooms, Лондон

2004 — Летняя выставка, Gloucester Rooms

2004 — Glyndebourne Gallery, Англия

2003 — Glyndebourne Gallery, Англия

1997 — North Wales Open, Community Gallery, Theatr Clwyd, Уэльс

1997 — «Oceans Apart» с Клэр Карпентер, Мейв О’Бирн и Конором Риганом, Галерея Авангард, Корк, Ирландия

1996 — «Best ES Covers», выставка Evening Standard The Café Royal

1996 — Галерея Медичи

1996 — Martin x, Центральный колледж искусства и дизайна имени Святого Мартина

1995 — «Spiritual Echoes», LEC Gallery, Лондон

1995 — London Art Fair, Business Design Centre, Лондон

## Награды
1992 — B&H Gold Illustration Awards, First Prize

1991 — B&H Gold Illustration Awards, Highly commended

1984 — B&H Gold Illustration Awards, Highly commended

1983 — B&H Gold Illustration Awards, Highly commended

1981 — Design Council Award, Highly commended

## Благотворительность
В марте 2010 года Магилл пожертвовал картину «Still» для выпуска THT Media в помощь тресту Теренса Хиггинса.
В октябре 2010 года Мэджилл приняла участие в кампании British Airways «Save the Postcard».
В апреле 2011 года Магилл предоставил часть работы для выставки Harestyling по сбору средств для больницы Грейт-Ормонд-стрит. Позже её произведение было продано на аукционе на балу знаменитостей за £ 2000.
В декабре 2011 года Мэгилл пожертвовал картину «Незадолго до полуночи» на Cinderella Ball Аукционе, чтобы собрать средства для / фонда Мьюира Максвелла.